# La battaglia dei bastardi
La battaglia dei bastardi (Battle of the Bastards) è il nono episodio della sesta stagione della serie televisiva Il Trono di Spade prodotta da HBO e il 59º episodio della serie. È stato scritto dai creatori della serie David Benioff e D. B. Weiss, e diretto da Miguel Sapochnik. È andato in onda il 19 giugno 2016.
Nel Nord, gli eserciti di Jon Snow (Kit Harington) e Ramsay Bolton (Iwan Rheon) si affrontano in una enorme battaglia per il controllo di Grande Inverno. L'esercito Bolton sconfigge la maggior parte delle forze di Jon, in gran parte costituite da Bruti, ma all'ultimo istante Sansa Stark (Sophie Turner) giunge in soccorso insieme a Petyr Baelish (Aidan Gillen) e i Cavalieri della Valle, i quali non hanno alcuna difficoltà a sconfiggere il restante esercito Bolton. Ramsay si ritira a Grande Inverno, dove Jon lo batte e lo imprigiona, e Sansa lo dà in pasto ai cani. A Meereen, Daenerys Targaryen (Emilia Clarke) si rifiuta di cedere la città ai Padroni, così monta il suo drago Drogon e costringe la flotta nemica alla resa. Successivamente, i principi Yara (Gemma Whelan) e Theon Greyjoy (Alfie Allen) arrivano a Meereen per offrire le loro navi alla Madre dei Draghi e giurare fedeltà alla sua causa di riconquista dei Sette Regni.
La battaglia dei bastardi ha ricevuto grandi consensi, venendo definito come uno dei migliori episodi della serie e uno dei migliori episodi televisivi di tutti i tempi. I critici hanno descritto la gigantesca battaglia nel Nord come "terrificante, avvincente ed esilarante," ed è stata altresì lodata la sequenza di Daenerys con i suoi draghi all'inizio della puntata, la quale è stata definita "emozionante". Le riprese della battaglia dell'episodio hanno richiesto 25 giorni di ripresa, utilizzando 500 comparse e 70 cavalli. Negli Stati Uniti, l'episodio è stato visto da oltre 7,6 milioni di telespettatori, dato a cui vanno sommate le migliaia di spettatori delle piattaforme streaming HBO Go e HBO Now.
L'episodio ha vinto sei premi alla 68ª edizione degli Emmy Awards, tra cui Miglior regia per una serie televisiva drammatica a Miguel Sapochnik e Miglior sceneggiatura per una serie televisiva drammatica a David Benioff e D. B. Weiss.

## Trama

### A Meereen
Daenerys (Emilia Clarke) e Tyrion (Peter Dinklage) discutono su come affrontare la flotta degli schiavisti. Daenerys, Tyrion, Missandei (Nathalie Emmanuel) e Verme Grigio (Jacob Anderson) si incontrano con i Padroni, che si offrono di permettere a Daenerys il ritorno a Westeros in cambio di Missandei, gli Immacolati e della morte dei Draghi. Lei ribatte che la riunione era per discutere sulla resa dei Padroni, non del contrario. Successivamente, la donna cavalca Drogon nella baia con Rhaegal e Viserion al seguito e ordina loro di bruciare alcune navi della flotta schiavista. Missandei dice ai Padroni che Daenerys ha ordinato che uno di loro venga ucciso come punizione per i loro crimini. Razdal mo Eraz (George Georgiou) e Belicho Paenymion (Eddie Jackson) offrono in sacrificio Yezzan (Enzo Cilenti), ma Verme Grigio uccide loro due al suo posto. Tyrion dice a Yezzan di avvertire gli altri Padroni su quanto successo a Meereen. Nel frattempo, Daario Naharis (Michiel Huisman) conduce i Dothraki a massacrare i Figli dell'Arpia che stanno uccidendo i cittadini fuori dalla città.
Più tardi, Daenerys e Tyrion si incontrano con Theon (Alfie Allen) e Yara Greyjoy (Gemma Whelan). Essi offrono a Daenerys la loro flotta di navi in cambio chiedono aiuto per sconfiggere Euron e riconoscere loro l'indipendenza delle Isole di Ferro. Daenerys accetta di aiutarli se gli Uomini di Ferro cesseranno di depredare, e Yara accetta con riluttanza.

### A Grande Inverno
Jon (Kit Harington), Sansa (Sophie Turner), Tormund (Kristofer Hivju) e Davos (Liam Cunningham) si incontrano con Ramsay (Iwan Rheon) e i suoi consiglieri prima della battaglia. Ramsay si offre di perdonare Jon per aver disertato i Guardiani della notte se si inginocchierà e lo riconoscerà legittimo Lord di Grande Inverno e gli restituirà sua moglie Sansa. Jon offre a Ramsay la possibilità di evitare la battaglia in uno scontro all'arma bianca; Ramsay rifiuta, dicendo di non essere certo di poter battere un temibile spadaccino come Jon, ma è certo che l'esercito Bolton possa sconfiggere quello Stark. Quando Smalljon Umber (Dean S. Jagger) dimostra di avere Rickon come prigioniero mostrando la testa di Cagnaccio, Sansa dice a Ramsay di dormire bene, perché il giorno seguente sarà morto. Sansa poi si allontana mentre Ramsay deride Jon e i suoi consiglieri, dicendo che ha tenuto a digiuno i suoi mastini per una settimana in modo da dargli in pasto Jon Snow e il suo seguito.
Dopo Jon discute il piano di battaglia con Tormund e Davos, Sansa critica Jon per aver iniziato una guerra senza aver cercato altri uomini, è contrariata dal fatto che Jon non le ha chiesto consiglio riguardo a Ramsay, dal momento che lei ha vissuto a lungo con lui e lo avverte su quanto Ramsay sia infido: sarà in grado di contrastare i loro piani di battaglia e in ogni caso non lascerà vivere Rickon (essendo Sansa una donna e Jon un bastardo, l'unico a rappresentare una minaccia per le pretese di Ramsay su Grande Inverno è proprio Rickon, ultimo figlio maschio legittimo di Ned Stark). Jon insiste sul fatto che questo è il più grande esercito che potevano formare, visto che molte casate non hanno aderito alla causa Stark. Prima di lasciare la tenda di Jon, Sansa afferma che in caso di sconfitta non ha intenzione di tornare viva da Ramsay.  Più tardi, Jon si incontra con Melisandre (Carice van Houten) e le chiede di non farlo tornare in vita se dovesse cadere in battaglia. Melisandre risponde che questa scelta spetta al Signore della Luce. Nel frattempo, Davos e Tormund discutono del loro periodo al servizio rispettivamente di Stannis e Mance, riconoscendo di avere in comune l'essere stati al servizio del re sbagliato. Davos camminando si imbatte nel rogo in cui Shireen è stata bruciata viva, e trova tra i resti del rogo il cervo di legno che aveva intagliato per lei.
Gli eserciti si riuniscono al di fuori di Grande Inverno la mattina seguente. Ramsay libera Rickon e gli dice di correre verso l'esercito di Jon. Mentre lo fa, Ramsay scocca frecce verso lui. Jon cavalca velocemente per cercare di salvare Rickon, ma l'ultima freccia scoccata da Ramsay colpisce al cuore il piccolo Stark, che muore. Jon cavalca verso Ramsay, che ordina agli arcieri di scoccare le frecce, e Davos ordina alle forze Stark di proteggere Jon, con la cavalleria Stark e quella Bolton si distruggono a vicenda, lasciando intatte solo le fanterie. La battaglia che ne segue lascia centinaia di soldati morti, creando un muro di cadaveri che intrappola l'esercito di Jon. La fanteria Bolton poi circonda le forze Stark, formando una falange. Anche se il gigante Wun Wun (Ian Whyte) uccide alcuni soldati Bolton, Tormund entra nel panico e guida i Bruti verso la parete dei corpi e delle forze di Smalljon. Jon è calpestato dai bruti, ma riesce a tornare in piedi. Le forze Stark sembrano spacciate, ma inaspettatamente, arrivano in loro soccorso i Cavalieri della Valle, con in testa Sansa e Petyr Baelish (Aidan Gillen). Sansa sorride soddisfatta mentre i Cavalieri della Valle fanno cedere la falange e fanno strage dell'esercito dei Bolton, mentre Tormund uccide Smalljon dopo una lotta sanguinosa.
Ramsay abbandona i suoi uomini e si ritira presso Grande Inverno, confidando che il castello sia difficile da espugnare. Jon, Wun Wun e Tormund lo inseguono. Wun Wun rompe le porte di Grande Inverno, ma viene poi ucciso da Ramsay. Ramsay dice a Jon che ha riconsiderato la possibilità di un combattimento uno-contro-uno, ma cerca lo stesso di colpirlo con le sue frecce. Jon blocca le frecce di Ramsay con uno scudo, lo butta a terra e comincia a picchiarlo quasi fino a morte, ma la vista di Sansa lo ferma. L'ultimo giudizio spetta a lei. Quel che resta dell'esercito Bolton si arrende e il metalupo degli Stark torna a svettare sulle torri di Grande Inverno . Ramsay si trova imprigionato nel canile con i suoi mastini quando Sansa va a fargli visita e gli annuncia la sua fine. I mastini di Ramsay cominciano a girare famelici attorno a Ramsay, che sicuro della vittoria, non li aveva nutriti per una settimana. Nonostante tenti di dar ordini ai suoi cani, la fame li costringe a divorare Ramsay mentre Sansa osserva per un po' la macabra fine di suo marito per poi allontanarsi trionfante.

## Produzione

### Sceneggiatura

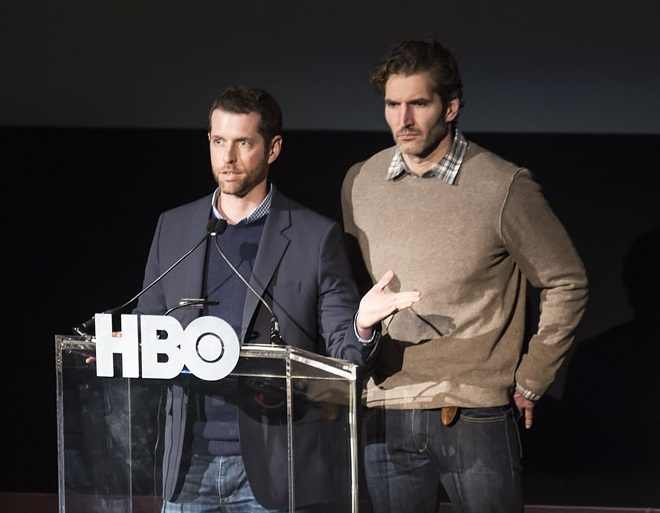
Gli ideatori, sceneggiatori e produttori esecutivi della serie D.B. Weiss e David Benioff.

La battaglia dei bastardi è stato scritto dai creatori della serie David Benioff e D. B. Weiss. Alcuni elementi della puntata si basano sul prossimo romanzo della serie Cronache del ghiaccio e del fuoco, The Winds of Winter, che l'autore George R.R. Martin aveva sperato di poter completare prima che la sesta stagione venisse messa in onda. David Benioff e DB Weiss hanno affermato che hanno preso ispirazione dalla storia per la battaglia finale, menzionando la guerra Civile Americana come loro ispirazione principale.
David Benioff ha dichiarato che hanno anche voluto ritrarre la fortuna in un contesto di guerra, dicendo "C'è una grande casualità nel modo in cui le frecce cadono dal cielo, le persone vengono uccise, le persone vengono calpestate dai cavalli, e la sopravvivenza quindi è solo fortuna. Jon Snow è un combattente molto abile, ma il vero motivo per cui sopravvive in questa battaglia è solo la fortuna".
David Benioff ha parlato della trasformazione di Daenerys Targaryen nel corso della serie, dicendo "Credo che Dany sia sempre stata una grande Targaryen fin dall'inizio della prima stagione," e DB Weiss aggiunge "Lei non è sadica e pazza come il padre, ma c'è una spietatezza innata nei Targaryen"

### Cast
La battaglia dei bastardi è l'ultimo episodio in cui compare l'attore Iwan Rheon, che ha interpretato Ramsay Bolton a partire dalla terza stagione della serie. Prima di diventare famoso come Ramsay Bolton, Rheon aveva anche originariamente fatto un provino per la parte di Jon Snow, parte che poi andò a Kit Harington. In un'intervista con Entertainment Weekly ha dichiarato: "E 'stato bello essere stato coinvolto in questo straordinario spettacolo". Nella stessa intervista, Kit Harington ha parlato di Rheon, dicendo "Amo il lavoro di Iwan. Lui è un attore incredibile, ha creato un personaggio che è sia notevole che spregevole".
In tale episodio ha fatto la sua ultima apparizione anche l'attore Art Parkinson, che ha interpretato Rickon Stark dalla prima stagione, esordendo nell'episodio L'inverno sta arrivando. In un'intervista con IGN, Parkinson ha dichiarato che la sua morte nello show era già stata preventivata al suo ritorno, dicendo "Quando mi è stato detto che sarei tornato per la sesta stagione, mi hanno detto che era sufficiente sapere che sarei morto durante la stagione".
Ian Whyte, che ha interpretato il gigante Wun Wun, ha anche lui fatto la sua ultima apparizione nello show con questo personaggio. Whyte aveva precedentemente interpretato Gregor Clegane nella seconda stagione dello show.

### Regia

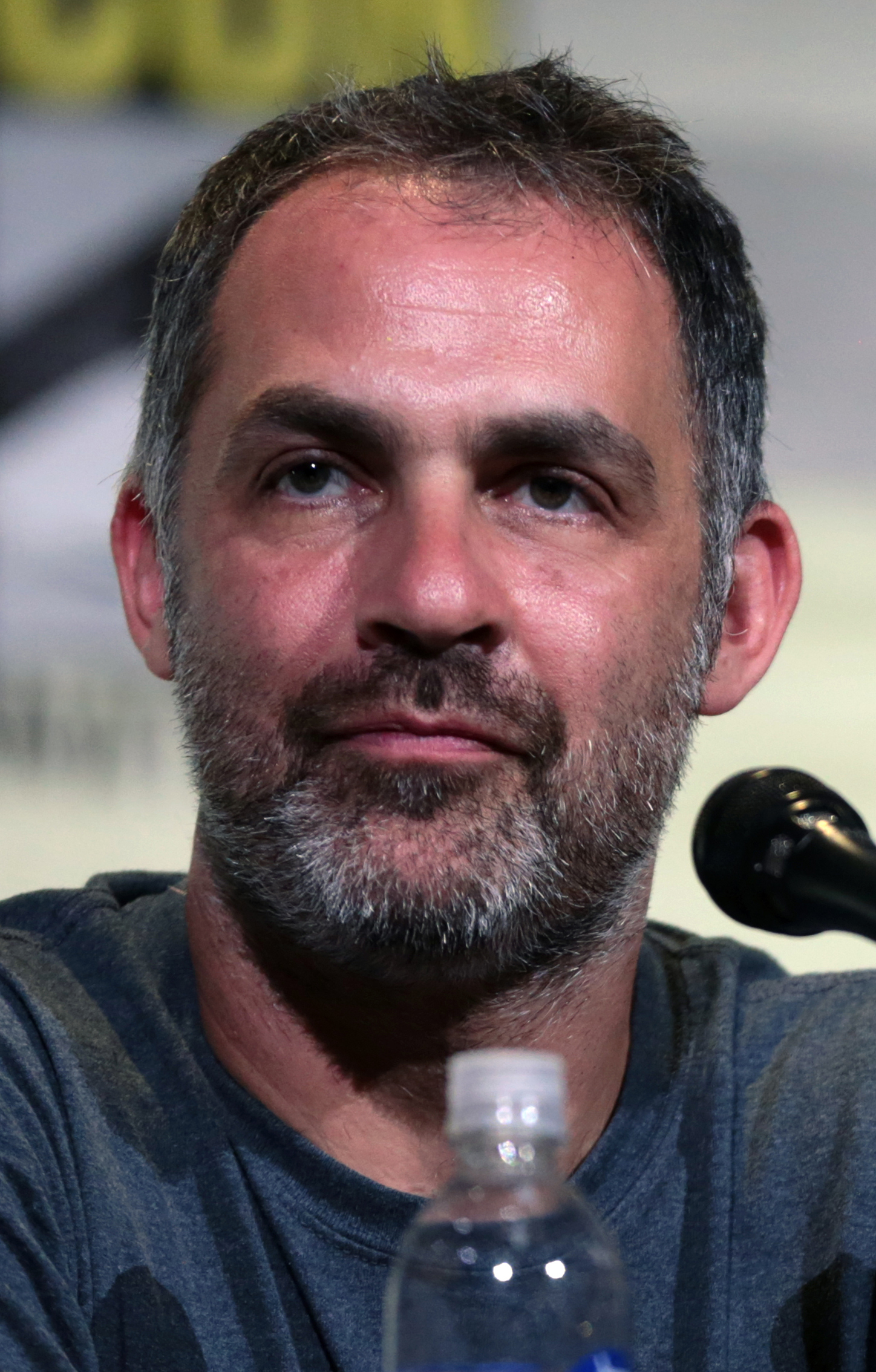
Miguel Sapochnik, regista dell'episodio

La battaglia dei bastardi è stato diretto da Miguel Sapochnik. Sapochnik aveva in precedenza diretto altri due episodi della quinta stagione. In un'intervista con Entertainment Weekly prima della messa in onda della puntata, Sapochnik ha dichiarato di essere stato chiamato dai creatori David Benioff e D.B. Weiss, dopo che gli episodi da lui diretti nella precedente stagione avevano vinto numerosi premi ed erano stati acclamati da pubblico e critica. Sapochnik ha dichiarato anche: "Ero particolarmente interessato a raffigurare sia l'orrore della guerra che il ruolo della fortuna in battaglia". Benioff ha dichiarato che il lavoro di Sapochnik è uno dei migliori di tutta la storia dello show.
Le riprese della puntata hanno richiesto 25 giorni di lavorazione, con l'utilizzo di 500 comparse e 70 cavalli. Benioff ha descritto la difficoltà di utilizzare i cavalli, dicendo che sono difficili da coordinare in sequenze di battaglia, e che questo è il motivo per cui vengono utilizzati maggiormente nei "grandi film di guerra". D.B. Weiss ha aggiunto: "Miguel ha superato sé stesso. Le battaglie medievali richiedono una quantità enorme di risorse e coreografie. Ci sentiamo come se stessimo facendo qualcosa che non si vede spesso in TV o nei film".
Le 500 comparse costituiscono in gran parte gli eserciti Snow e Bolton, interpretando i ruoli di bruti, arcieri, spadaccini e lancieri. Gli effetti visivi sono stati utilizzati anche al fine di aumentare il numero dei due eserciti raggiungendo migliaia di unità. Kristofer Hivju, interprete di Tormund Veleno dei Giganti, ha parlato con The Hollywood Reporter delle riprese, affermando: "È stato piuttosto intenso, in realtà.  Miguel ha voluto rendere tutto molto fangoso e disordinato. La guerra non è bella. A volte vediamo sequenze d'azione in cui le battaglie sembrano organizzate. Ma la guerra non è bella, è difficile".
In una seconda intervista con Entertainment Weekly, dopo la messa in onda dell'episodio, Sapochnik ha parlato nel dettaglio della regia della battaglia: "Ho guardato ogni battaglia che sono riuscito a trovare, alla ricerca di modelli sui quali ispirarmi. Non abbiamo utilizzato troppa CGI o repliche digitali e spesso, quando i cavalli vanno giù durante la battaglia, sembra si siano fatti davvero male".
Sapochnik ha rivelato che la sequenza della battaglia è stata girata in un terreno privato a Saintfield, in Irlanda del Nord. Dopo aver letto la sceneggiatura, Sapochnik chiese una disponibilità di 48 giorni per le riprese, ma alla fine la durata delle riprese venne ridotta a 25 giorni. Sapochnik ha dichiarato che una scena cruciale non era prevista dal copione. A causa di tre giorni di pioggia, Sapochnik non riuscì a finire in tempo le riprese, così propose alla produzione di girare una scena in cui Jon Snow veniva calpestato e veniva quasi sepolto vivo dai Bruti, un suggerimento accettato da Benioff e Weiss. Egli ha descritto tale scena come una sorta di "Rinascita" di Jon Snow. "
In un'intervista sulla scena della "Rinascita", Kit Harington ha dichiarato che si sentiva come se stesse rispecchiando la scena di Daenerys Targaryen alla fine della terza stagione nell'episodio "Mhysa", quando Daenerys è mostrata dall'alto sorretta dagli schiavi liberati, invece Jon Snow è mostrato dall'alto dopo che emerge dalla folla. Harington ha aggiunto: "Quando Jon fuoriesce dalla folla è come se qualcosa lo spingesse a combattere, egli rinasce ancora una volta"
La battaglia dei bastardi segna la prima volta che Kit Harington e Iwan Rheon si incontrano sul set per girare un episodio. Rheon ha dichiarato: "Jon Snow è l'antitesi di Ramsay. Sono quasi come Yin e yang. Entrambi provengono da un luogo così simile eppure sono così diversi"
Per le scene di Daenerys, all'inizio della puntata, con i tre draghi che bruciano parte della flotta dei Padroni, Sapochnik ha lodato il supervisore degli effetti visivi e i produttori Joe Bauer e Steve Kullback per il loro lavoro sulla creazione della sequenza in post-produzione. Per inserire le prestazioni di Emilia Clarke come Daenerys Targaryen nella sequenza, la produzione ha creato un macchinaro multi-direzionale controllato dal computer che rappresentasse il dorso del drago, sul quale Clarke è poi salita. La scena è stata girata separatamente a Belfast, Irlanda del Nord.
L'episodio inoltre è caratterizzato dalla presenza del primo incontro tra Daenerys Targaryen, Yara e Theon Greyjoy, così come il primo incontro di Yara con Tyrion Lannister. Gemma Whelan, che interpreta Yara, ha dichiarato "Ero così emozionata quando ho visto che avevo una scena con quei due", riferendosi a Daenerys e Tyrion.

## Accoglienza

### Ascolti
La battaglia dei bastardi è stato visto da 7,66 milioni di telespettatori alla sua prima messa in onda negli Stati Uniti, con un rating del 3,9% nella fascia di riferimento 18-49 anni.

### Giudizio della critica
La battaglia dei bastardi è stato acclamato dalla critica, che lo ha definito come uno dei migliori episodi della serie e "un capolavoro". I critici hanno lodato la portata della gigantesca battaglia nel Nord, così come la sequenza di Daenerys con i suoi draghi all'inizio della puntata. Sull'aggregatore di recensioni Rotten Tomatoes l'episodio ha una percentuale di gradimento del 98%, con un voto medio di 9.2 su 10 basato su 49 recensioni.
Matt Fowler di IGN ha scritto nella sua recensione per l'episodio: "Sembra proprio che il modello del nono episodio di una data stagione de Il Trono di Spade porti ad una tragica morte, una battaglia incredibile e così via e questo vale anche per la sesta stagione" e ha dato all'episodio un punteggio di 10 su 10. Jeremy Egner di The New York Times ha lodato l'episodio, scrivendo, "Miguel Sapochnik, che ha anche supervisionato alcuni formidabili episodi della scorsa stagione, ci regala una lunga sequenza terrificante ed esilarante, spesso tutto in una volta, mostrandoci tutti i diversi modi in cui si può morire sul campo di battaglia"; Egner ha definito la morte di Ramsay come uno dei punti salienti dell'episodio, dicendo: "La morte di Ramsay Bolton è stata probabilmente la morte più attesa di sempre dell'intera serie". Myles McNutt di The AV Club ha scritto nella sua recensione: "Questa battaglia funziona come un momento culminante per Il Trono di Spade, diventando un vero e proprio evento culturale". James Hibberd di Entertainment Weekly ha scritto "Questo è il miglior episodio dello show? È difficile porsi ora questa domanda. Probabilmente lo è. Ma è quasi certamente il momento più emozionante che abbiamo mai visto in TV".
Ed Powers del Daily Telegraph ha trattato nella sua recensione del tema del ruolo delle donne nell'episodio, scrivendo: "Il Trono di Spade è stato giustamente criticato per l'impiego di giovani attrici per ruoli minori e scene di nudo. Tuttavia ci sono valide ragioni per sospettare che la serie stia tentando di fare ammenda". Allo stesso modo, Laura Prudom di Variety afferma: "Dopo stagioni di critiche riguardanti la misoginia della serie (a volte meritate, altre volte no), è emozionante vedere un episodio come La battaglia dei bastardi, dove le donne come Dany, Sansa e Yara - e gli uomini evirati (sia in senso figurato o letteralmente) come Tyrion e Theon - rompono gli ingranaggi della guerra e dei modelli familiari di violenza tentando di formare un mondo migliore di quello che hanno creato gli uomini malvagi che sono venuti prima di loro".

## Riconoscimenti
- 2016 – Premio Emmy[3]
  - Miglior regia in una serie drammatica (Miguel Sapochnik)
  - Miglior sceneggiatura in una serie drammatica (David Benioff e D. B. Weiss)
- 2016 – Primetime Creative Arts Emmy Award[3]
  - Migliori effetti speciali visivi (Steve Kullback, Joe Bauer, Adam Chazen, Derek Spears, Eric Carney, Sam Conway, Matthew Rouleau, Michelle Blok, Glenn Melenhorst)
  - Miglior montaggio video per una serie drammatica single-camera (Tim Porter)
  - Miglior missaggio per una serie commedia o drammatica con episodi di oltre 30 minuti (Ronan Hill, Richard Dyer, Onnalee Blank, Mathew Waters)
  - Miglior trucco per una serie single-camera (non prostetico) (Jane Walker, Kate Thompson, Nicola Mathews, Kay Bilk, Marianna Kyriacou, Pamela Smyth)
- 2017 - Directors Guild of America Award[32]
  - Miglior regia cinematografico in una serie drammatica (Miguel Sapochnik)